# Пруська-Велика
Пруська-Велика (пол. Pruska Wielka) — село в Польщі, у гміні Августів Августівського повіту Підляського воєводства.
Населення — 296 осіб (2011).
У 1975-1998 роках село належало до Сувальського воєводства.

## Демографія
Демографічна структура станом на 31 березня 2011 року:
|          | Загалом | Допрацездатний вік | Працездатний вік | Постпрацездатний вік |
| -------- | ------- | ------------------ | ---------------- | -------------------- |
| Чоловіки | 152     | 41                 | 92               | 19                   |
| Жінки    | 144     | 34                 | 77               | 33                   |
| Разом    | 296     | 75                 | 169              | 52                   |